# Pokonać Saharę
Pokonać Saharę (tytuł oryg. Running the Sahara) – amerykański dokumentalny film sportowy z 2007 roku w reżyserii Jamesa Molla.

## Obsada
Źródło: Filmweb
- Ray Zahab (on sam)
- Matt Damon (narrator)
- Charlie Engle (on sam)
- Kevin Lin (on sam)